# 歸登
归登（754年—820年8月1日），字冲之，唐朝苏州吴县人。歸崇敬的儿子。
归登朴实宽厚，事奉继母以孝著称。大历七年（772年），举孝廉高第，补任四门助教。贞元元年（785年），策贤良方正，归登与穆质、裴复、柳公绰、崔邠、韦纯、魏弘简、熊执易等一起登科，主考鲍防被誉为知人。归登自美原县尉拜右拾遗。李泌想要废除拾遗、补阙，唐德宗不从，但不再任命谏官，只用韩皋、归登。李泌命收其署餐钱，令归登等人在中书舍人吃饭，当时戏言：“韩谏议虽分左右，归拾遗莫辨存亡。”当时唐德宗想要裴延龄做宰相，谏议大夫阳城上疏切谏，德宗大怒。右补阙熊执易等也因为上奏忤旨。熊执易草拟表疏，给归登看，归登说：“愿寄一名。雷电之下，安忍令足下独当！”于是联署上奏，被时人称道。转任右补阙、起居舍人，三任十五年。同列比他品阶低的，多以钻营至显官，归登与右拾遗蒋武，谦让自守，不以晋升迟缓介意。后升任为兵部员外郎，充皇子侍读，加史馆修撰。
唐顺宗初年，以东宫旧官，拜给事中，赐金紫、衫笏。升任为工部侍郎。元和四年（809年）十月，工部侍郎归登、给事中吕元膺为皇太子诸王侍读，献《龙楼箴》讽谏。元和六年（811年），归登与孟简、给事中刘伯刍、右补阙萧俛等，到醴泉佛寺翻译《大乘本生心地观经》。很久之后，改任左散骑常侍。宪宗问政，归登回答纳谏为先。转任兵部侍郎，兼判国子祭酒事，封长洲县男。元和十四年（819年）六月，以户部侍郎归登为工部尚书。元和十五年六月十九（820年8月1日），工部尚书归登去世，年六十七岁，赠太子少保，谥宪。
归登有文才，善于草书隶书。家僮喂马，马乱跳，家僮大怒，打断了马腿，归登知道不责怪。晚年喜欢服食药物，有人给他金石之药，说先尝过了，归登服用没有怀疑。药发毒差点死去，问那个人他说没尝；其他人大怒，归登没有生气。常仰慕陆象先的为人，有人说他的儿子相似。其子歸融。